# Ariela Pinto
Ariela Pinto, destacada deportista brasileña de la especialidad de Canotaje que fue campeona suramericana en Medellín 2010.

## Trayectoria
La trayectoria deportiva de Ariela Pinto se identifica por su participación en los siguientes eventos nacionales e internacionales:

### Juegos Suramericanos

#### Juegos Suramericanos de Medellín 2010
Su desempeño en la novena edición de los juegos, se identificó por ser la trigésima sexta deportista con el mayor número de medallas entre todos los participantes del evento, con un total de 3 medallas:

- , Medalla de oro: Canoe/Kayak Flatwater Racing Kayak Four (K-4) 1000 m Women
- , Medalla de oro: Canotaje/Kayak Kayak Cuatro (K-4) 200 m Mujeres
- , Medalla de oro: Canotaje/Kayak Kayak Cuatro (K-4) 500 m Mujeres